# Robert Maud
Robert Maud (Johannesburg, 12 agosto 1946 – 15 marzo 2006) è stato un tennista sudafricano.

## Carriera
Ha ottenuto i risultati migliori nel doppio, raggiunge infatti i quarti di finale nel doppio maschile sia al Roland Garros che a Wimbledon, nel doppio misto invece vanta come miglior risultato la finale degli US Open 1971 insieme a Betty Stöve.
In Coppa Davis ha giocato dieci match con la squadra sudafricana vincendone otto.

## Statistiche

### Singolare

#### Vittorie (2)
| Numero | Anno | Torneo                | Superficie  | Avversario in finale | Punteggio                 |
| 1.     | 1968 | Dutch Open, Hilversum | Terra rossa | István Gulyás        | 7–9, 7–5, 6–0, 1–6, 13–11 |
| 2.     | 1969 | Natal Open, Durban    | Cemento     | Julian Krinsky       | 8-6, 4-6, 6-1, 6-4        |